# Vertebra cervicale
È detta vertebra cervicale ciascuna delle sette vertebre che costituiscono il rachide cervicale, l'asse di sostegno del collo e della testa. Queste vertebre presentano alcune caratteristiche peculiari rispetto alle altre vertebre della colonna vertebrale, tra cui il fatto di essere tra le più piccole dell'intero sistema della colonna.

## Morfologia
Presenta processi trasversi piuttosto corti e tozzi, detti perciò masse laterali, dotati in genere di due piccole protuberanze dette tubercolo anteriore e posteriore.
Il corpo vertebrale, di forma quadrangolare, non è piatto, ma risulta concavo superiormente, grazie alla presenza di un bordo rialzato lungo buona parte della circonferenza detto processo uncinato, in corrispondenza con una analoga depressione nella faccia inferiore del corpo: in complesso la forma biconvessa dei dischi intervertebrali risulterà accentuata, questo a garantire maggiore stabilità a protezione del midollo spinale.
Nei processi trasversi si aprono i fori trasversali, attraverso cui passano l'arteria vertebrale (ad esclusione del foro trasversario di C7), importante per l'irrorazione della parte posteriore dell'encefalo, e la vena vertebrale. Inoltre, nei fori trasversari passa anche un ramo del ganglio cervicotoracico (nervo vertebrale). Il processo trasverso non termina con un'unica sporgenza ma con due tubercoli, uno anteriore ed uno posteriore.
Presenta all'estremità del processo spinoso (ad esclusione di C1, che non presenta affatto processo spinoso, e C7) una biforcazione, per via della quale si parla di processo spinoso bifido che è orientato verso il basso.

## Le vertebre

### Atlante
È la prima vertebra. In essa è assente il processo spinoso e il corpo vertebrale. Collega il cranio alla colonna vertebrale tramite l'articolazione atlo-occipitale.

### Epistrofeo
È la seconda vertebra. È importante notare il processo osseo detto dente dell'epistrofeo che articolandosi con l'atlante ne permette la rotazione.

### Vertebra prominente

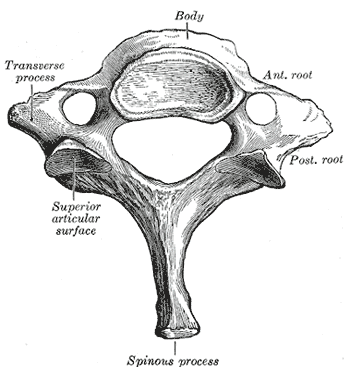
La «vertebra prominente»

È la settima ed ultima vertebra cervicale. È così chiamata a causa del suo processo spinoso molto sviluppato e il più delle volte non bifido.

## Articolazioni
Le articolazioni tra le vertebre sono dette articolazioni uncovertebrali o di von Luschka: tra C1 e l'osso occipitale vi è l'articolazione atlo-occipitale, tra C1 e C2 l'articolazione atlo-epistrofeica.